# بيت كينغ
بيت كينغ (بالإنجليزية: Pete King)‏ هو موزع وملحن أمريكي، ولد في 8 أغسطس 1914 في أوهايو في الولايات المتحدة، وتوفي في 21 سبتمبر 1982.

## وصلات خارجية
- بيت كينغ على موقع IMDb (الإنجليزية)
- بيت كينغ على موقع ألو سيني (الفرنسية)
- بيت كينغ على موقع ميوزك برينز (الإنجليزية)
- بيت كينغ على موقع قاعدة بيانات الأفلام السويدية (السويدية)
- بيت كينغ على موقع ديسكوغز (الإنجليزية)
- بيت كينغ على موقع قاعدة بيانات الفيلم (الإنجليزية)
- بيت كينغ على موقع كينوبويسك (الروسية)